# Familia Di Palma
La Familia Di Palma, más conocida por su mote de Clan Di Palma, es una familia de pilotos argentinos de automovilismo de velocidad, cuyos integrantes supieron trascender en la disciplina a través de tiempo. Es una familia radicada actualmente en la localidad de Arrecifes y que se nuclea alrededor de la figura del fallecido excampeón de Turismo Carretera, Luis Rubén Di Palma. El "Loco" Di Palma (como popularmente se lo conocía) se encargó de transmitir a sus hijos la afición de correr carreras de turismos, siendo esta actividad considerada como una tradición familiar. Actualmente, llevan adelante su legado sus hijos Marcos y Patricio Di Palma y su nieto Luis José Di Palma. Sus hijos mayores, José Luis y Andrea, también fueron pilotos, pero actualmente están retirados de la actividad.

## Genealogía
El inicio de este particular clan se debe al nacimiento de Luis Rubén Di Palma el 2 de noviembre de 1944 en la ciudad de Arrecifes, en la provincia de Buenos Aires. El "loco" como después se conocería a Luis Rubén corrió en la mayoría de las categorías de automóviles de Argentina, y también participó en la carrera de Nürburgring en 1969 conduciendo uno de los 3 Torinos que llevarían a convertir esa carrera en una epopeya argentina. Debutó en el Turismo Carretera (TC), en 1963. El 31 de mayo del año siguiente ganó por primera vez, con Chevrolet, en Arrecifes. Tenía 19 años y siete meses y se convirtió en el piloto más joven en ganar en la categoría. Fue ganador de carreras con las 4 marcas del Turismo Carretera que son Ford, Chevrolet, Dodge y Torino.
Luis Rubén se casó con María Cayetana Lo Valvo, también de familia automovilística, ya que es sobrina del excampeón de TC, Ángel Lo Valvo. La pareja tuvo cuatro hijos: José Luis, Andrea, Patricio y Marcos, todos ellos corredores. Las vueltas de la vida quisieron que Luis Rubén tuviera una hija más, sin embargo no fue con su esposa María Cayetana, sino con Fernanda Ortensi, su ex acompañante de Supercart. La pequeña fue bautizada como Valentina Di Palma y actualmente es una de los miembros menores del Clan.
En 2004 se produjo el debut en TC Pista de uno de los miembros menores del clan: Luis José Di Palma, apodado "Josito", hijo de José Luis, quien de esta forma cumplía con la tradición familiar. Otros que también se sumaban al clan, fueron Dino Di Palma, hijo mayor de Patricio, quien fue subcampeón del TC en 2006 y también ha competido en cuatriciclos, Juan Cruz Federici Di Palma, hijo de Andrea Di Palma y Stéfano Di Palma, hermano menor de Luis José.
En 2010 y luego de dos generaciones familiares, por primera vez en la historia del Turismo Carretera, el apellido Di Palma no figuró en el Turismo Carretera: José Luis, decidió retirarse de la actividad por cuestiones económicas y para dar paso a la carrera de su hijo, mientras que sus hermanos Marcos y Patricio, decidieron centrar sus esfuerzos en el Top Race V6, la otra categoría en la que eran protagonistas. A todo esto, "Josito" continuaba su andar en el Turismo Nacional y el TC 2000, donde representó de manera oficial a la marca Peugeot. Este retiro finalmente, no pasaría de ese año, ya que en 2011 "Josito" Di Palma debutaría definitivamente en el TC, corriendo a bordo de un Torino Cherokee atendido por Alberto Canapino en el chasis y por Claudio Bisceglia en los motores, y rememorando las viejas épocas de su abuelo Rubén. Fue tercero en el campeonato 2013 y cuarto en 2015. Finalmente, tras sus primeras armas en la Fórmula 4 y su fugaz participación en el Top Race Junior, Juan Cruz Di Palma terminaría debutando en el TC Pista Mouras en el año 2012, participando de las 5 últimas pruebas, a bordo de un Chevrolet Chevy también preparado por Canapino y con motores a cargo de Alfredo Fernández. Su mejor resultado en su primer año dentro de la categoría, fue el segundo puesto obtenido en el Gran Premio Coronación de ese mismo año, con apenas cinco carreras de experiencia sobre esa unidad.

## Palmarés
Fue campeón de TC Fórmula A (1970 con Torino); de TC (1971 con Torino); de TC 2000 (1983 con VW 1500), Sport-Prototipo (1971, 1972 y 1973 con Berta-Tornado), Mecánica Argentina F-1 (1974 y 1978) y Supercart (1993 con Torino). Subcampeón de TC 2000 en 1981 y 82.
Disputó 633 carreras en todas las categorías, de las cuales ganó 118, a saber:
- En TC, 20
- En TC 2000, 15
- En Sport Prototipos, 17